# Brigham City
Brigham City er en by og administrativt centrum for det amerikanske county Box Elder County i det nordlige Utah, USA. Byen ligger på de vestlige skråninger af Wellsville Mountains, som er en del af Wasatch Range. Byen voksede op gennem 1950'erne og 1960'erne, men siden er væksten stagneret, primært af økonomiske årsager. 

## Historie
Området, hvor Brigham City nu ligger, blev udforsket af mormonen William Davis i 1850, og året efter vendte han tilbage til området, hvor han slog sig ned med sin familie. I 1853 oprettede Lorenzo Snow en selvforsynende by på stedet på foranledning af mormonernes leder, Brigham Young. Byen fik i 1855 navnet Box Elder. Kort før sin død i 1877 gav Brigham Young sin sidste prædiken i byen, og efter hans død fik byen sit nuværende navn. Lorenzo Snow, der senere blev mormonkirkens 5. præsident, ligger begravet i byen. 

## Geografi og klima
Byen ligger i den vestlige ende af Box Elder Canyon, og byen betragtes som den nordlige ende af Wasatch Front. Byen ligger 1.315 m. over havets overflade. Vest for byen ligger et større ørkenområde, der efterhånden går over i marskland i nærheden af Great Salt Lake. 
Interstate Highway 15, I-84 samt U.S. Highway 89 og U.S. 91 passerer alle byen.
Om vinteren falder der i gennemsnit 127 cm sne og den årlige nedbørsmængde er ca. 470 mm. Somrene er varme men tørre.

## Befolkning
Befolkningstallet var 17.412 ved folketællingen i 2000, heraf var 91% hvide. 34,2 % var under 18 og 12,1 % var over 65.
Byens største virksomhed er ATK Thiokol, der bygger missiler, og som byggede løfteraketterne til rumfærgerne.

## Eksterne links
- Wikimedia Commons har flere filer relateret til Brigham City
- Brigham Citys officielle hjemmeside Arkiveret 10. marts 2011 hos  Wayback Machine

41°30′37″N 112°00′54″V / 41.5103°N 112.015°V